# L'isola misteriosa (film 2005)
L'isola misteriosa (Mysterious Island) è un film per la televisione del 2005 diretto da Russel Mulcahy. È tratto dall'omonimo romanzo del francese Jules Verne nel 1874.

## Trama
Durante la guerra civile americana, sei sopravvissuti fuggono da un campo di prigionia a Richmond, in Virginia, in mongolfiera e si ritrovano su un'isola inesplorata dell'Oceano Pacifico: a capo del gruppo c'è Cyrus Smith. Lontana da ogni tipo di civiltà conosciuta, l'isola è abitata da pirati, insetti e animali giganti, persino dal genio pazzo Capitano Nemo. Dopo essere stato salvato dall'annegamento da Joseph, il maggiordomo di Nemo, Smith viene separato dal suo gruppo, che viene decimato quando uno di loro viene mangiato da una mantide gigante. Più tardi, Helen scopre un medaglione d'oro con sopra una mappa di un tesoro. Nel frattempo, Smith convince Nemo a rintracciare e salvare gli altri sopravvissuti, ignaro che il pirata Capitano Bob Harvey sta arrivando sull'isola, alla ricerca di un tesoro perduto che si dice sia nascosto lì.
I sopravvissuti parlano con Nemo del suo ruolo nella ribellione indiana. Rivela che sua moglie e sua figlia sono state uccise dagli inglesi per cercare di trovare la sua posizione. Quello fu il momento in cui perse la fiducia nell'umanità. Nemo rivela che intende perfezionare l'arma definitiva, capace di distruggere un'intera città. L'elemento chiave dell'arma di Nemo è il Forium, una sostanza naturale che si trova solo sull'isola e che è la fonte delle dimensioni gigantesche della fauna locale, che riscaldato diventa radioattivo. Con esso, minaccerà il mondo intero affinché abbracci la pace. Offre a Smith la possibilità di lavorare con lui. Tuttavia, Smith rifiuta l'offerta, ritenendo che l'arma sarebbe troppo potente perché chiunque possa averla. Questo fa sì che Nemo esilii i sopravvissuti.
Mentre vagano per l'isola, vengono attaccati da scarafaggi giganti, ma riescono a scappare gettandosi in un fiume. Seguendo il fiume verso l'oceano, trovano un vecchio porto e una barca. La barca risulta essere marcia e inutile. Successivamente vengono attaccati da uno scorpione gigante, ma riescono a ucciderlo.
Esplorando l'isola, i sopravvissuti assistono a uno sconosciuto che corre attraverso un bosco e trovano una grotta su una scogliera che rendono la loro nuova casa. Mentre è fuori a raccogliere cibo, Helen incontra Blake, un pirata rimasto indietro durante una precedente esplorazione, e con lui si ripara da una tempesta. Declina l'offerta di unirsi al gruppo a causa del suo passato e consiglia a Helen di nascondere il suo medaglione. Successivamente viene catturata da un corvo gigante , ma viene salvata da Blake e dallo sconosciuto. Blake lo riconosce come Atherton, un ex membro dell'equipaggio di Harvey che è stato abbandonato dopo un ammutinamento.
La nave di Harvey arriva fuori dalla loro grotta, spingendo Atherton a rivelare di essere stato abbandonato piuttosto che ucciso perché è il fratello di Bob Harvey. Helen viene successivamente catturata dagli uomini di Harvey, spingendo Blake a suggerire un'incursione sulla nave per salvarla. Il salvataggio riesce: i pirati vengono sconfitti dall'elemento sorpresa e dall'esperienza di Blake e Atherton con la nave. Pencroff ruba l'amuleto che costituisce l'altra metà della mappa del medaglione mentre Blake viene colpito.
Tornati a riva, l'equipaggio incontra Joseph, che fornisce loro i fucili. Durante il combattimento successivo, i sopravvissuti riescono a scacciare i pirati, Atherton costringe Harvey a una situazione di stallo e Joseph viene colpito mentre si allontana. Tornando barcollante a casa di Nemo, Joseph implora Nemo di rendersi conto che ha bisogno che i sopravvissuti gli ricordino cosa significa essere umani, prima di spirare davanti al capitano.
Arrabbiato per la sfida dei sopravvissuti nei suoi confronti, Harvey inizia a sparare con i cannoni della nave contro la casa-grotta. La nave viene successivamente distrutta da Nemo e Harvey viene mangiato da un calamaro gigante. Mentre gli altri iniziano a lavorare su una nuova zattera, Pencroff parte per cercare di trovare il tesoro, avendo bisogno di soldi per saldare i suoi debiti in America. Tuttavia, la grotta in cui è custodito il tesoro ospita anche ragni giganteschi che finiscono per ucciderlo.
Mentre partecipano al funerale di Pencroff, Nemo appare loro, rivelando che è stata rilevata un'attività sismica. Ciò suggerisce che il vulcano dell'isola sta per eruttare e distruggere l’isola. Nonostante abbia fornito loro la posizione di una barca nel suo complesso, Nemo tenta di recuperare la sua attrezzatura e i suoi piani dal Nautilus. Ciò si traduce in lui intrappolato nel Nautilus mentre una lava riempie la caverna. I restanti sopravvissuti si ritirano sulla barca offerta e sperano di trovare la via di casa.